# سابرينا دي سوزا
سابرينا دي سوزا (بالإنجليزية: Sabrina De Sousa)‏ هي مجرمة ودبلوماسية أمريكية وبرتغالية، ولدت في 1956.